# Чжао Пучу
Чжао Пучу́ (кит. упр. 赵朴初, пиньинь Zhào Pǔchū, 5 ноября 1907 — 21 мая 2000) — китайский религиозный (мирянин-буддист) общественный деятель.
Депутат ВСНП (1-го, 4-5 созывов; от пров. Аньхой). Член Союза китайских писателей и его секретарь. Зампред ВК НПКСК 6—8 созывов, член Посткома 4 созыва.

## Биография
В 1926 году поступил в Сучжоуский университет, но спустя год из-за болезни прекратил учёбу.
В конце 1920-х гг. перебрался в Шанхай, где включился в деятельность Китайского буддийского союза (1929—1949), после 1938 года его секретарь.
В 1945 году один из четырёх основателей Ассоциации содействия развитию демократии в Китае, в 1978-1987 её зампред, впоследствии почётный председатель её ЦК.
Представитель буддистов в первом созыве НПКСК.
С 1949 года член Совета мира, с 1965 года вице-президент.
Основатель образованной в 1953 году Буддийской ассоциации Китая (БАК) — был избран её зампредом и генсеком. В годы Культурной революции деятельность ассоциации была прервана и возобновилась в 1980 году. С 1979 года и. о., с 1980 года и до конца жизни Чжао Пучу был её председателем. С 1984 года он также главред её журнала «Фа инь». Ректор Китайского института буддизма. Возглавляя БАК, выступал с критикой культа Фалуньгун, который называл «раковой опухолью буддизма».
В 1958—1989 годах вице-президент Общества китайско-японской дружбы, затем числился там же в должности советника.
С 1961 года вице-президент, с 1985 года почётный президент Общества Красного Креста в Китае.
Занимался каллиграфией. С 1981 года зампред Общества каллиграфов.
Лауреат японской премии мира имени Нивано (1985). Почётный доктор Японского университета буддизма (1982).
В Шанхае образовано общество по изучению наследия Чжао Пучу.